# Historisk Samfund for Fyn
Historisk Samfund for Fyn er en forening der samler interessen for fynsk historie og kultur. Foreningen blev dannet i 1939 ved en sammenslutning af Svendborg Amts Historiske Samfund og Historisk Samfund for Odense og Assens Amter. 
Foreningen udgiver årligt tidsskriftet Fynske Årbøger, og arrangerer faglige foredrag og udflugter.